# Music for the Movies: Bernard Herrmann
Music for the Movies: Bernard Herrmann è un documentario del 1992 diretto da Joshua Waletzky candidato al premio Oscar al miglior documentario.